# Équipe d'Allemagne de l'Ouest de football au Championnat d'Europe 1984

L'équipe d'Allemagne de l'Ouest de football participe à son 4e championnat d'Europe lors de l'édition 1984 qui se tient en France du 12 juin 1984 au 27 juin 1984. La RFA se présente à la compétition en tant que championne d'Europe en titre.
L'Allemagne termine 3e du groupe 2 et manque le dernier carré. Il s'agit ainsi de sa moins bonne performance depuis 1968, puisque lors des trois précédentes éditions, la RFA a atteint la finale à chaque fois (1972, 1976 et 1980).
À titre individuel, quatre Allemands font partie de l'« équipe-type du tournoi » (Andreas Brehme, Karl-Heinz Förster, Harald Schumacher et Rudi Völler).

## Phase qualificative
La phase qualificative est composée de quatre groupes de cinq nations et trois groupes de quatre nations. Les sept vainqueurs de poule se qualifient pour l'Euro 1984 et ils accompagnent la France, qualifiée d'office en tant que pays organisateur. La RFA remporte le groupe 6.
| Rang | Équipe               | Pts | J | G | N | P | Bp | Bc | Diff |  | Résultats (▼ dom., ► ext.) |     |     |     |     |     |
| ---- | -------------------- | --- | - | - | - | - | -- | -- | ---- |  | -------------------------- | --- | --- | --- | --- | --- |
| 1    | Allemagne de l'Ouest | 11  | 8 | 5 | 1 | 2 | 15 | 5  | +10  |  | Allemagne de l'Ouest       |     | 0-1 | 3-0 | 5-1 | 2-1 |
| 2    | Irlande du Nord      | 11  | 8 | 5 | 1 | 2 | 8  | 5  | +3   |  | Irlande du Nord            | 1-0 |     | 3-1 | 2-1 | 1-0 |
| 3    | Autriche             | 9   | 8 | 4 | 1 | 3 | 15 | 10 | +5   |  | Autriche                   | 0-0 | 2-0 |     | 4-0 | 5-0 |
| 4    | Turquie              | 7   | 8 | 3 | 1 | 4 | 8  | 16 | -8   |  | Turquie                    | 0-3 | 1-0 | 3-1 |     | 1-0 |
| 5    | Albanie              | 2   | 8 | 0 | 2 | 6 | 4  | 14 | -10  |  | Albanie                    | 1-2 | 0-0 | 1-2 | 1-1 |     |

## Phase finale

### Premier tour
| Groupe 2 |                      |     |   |   |   |   |    |    |      |
|          | Équipe               | Pts | J | G | N | P | BP | BC | Diff |
| 1        | Espagne              | 4   | 3 | 1 | 2 | 0 | 3  | 2  | +1   |
| 2        | Portugal             | 4   | 3 | 1 | 2 | 0 | 2  | 1  | +1   |
| 3        | Allemagne de l'Ouest | 3   | 3 | 1 | 1 | 1 | 2  | 2  | 0    |
| 4        | Roumanie             | 1   | 3 | 0 | 1 | 2 | 2  | 4  | -2   |

| 14 juin | Allemagne de l'Ouest | 0 | 0 | Portugal |
| 14 juin | Roumanie             | 1 | 1 | Espagne  |
| 17 juin | Allemagne de l'Ouest | 2 | 1 | Roumanie |
| 17 juin | Portugal             | 1 | 1 | Espagne  |
| 20 juin | Allemagne de l'Ouest | 0 | 1 | Espagne  |
| 20 juin | Portugal             | 1 | 0 | Roumanie |

| 14 juin 1984                      | Portugal  | 0 – 0 | Allemagne de l'Ouest | Stade de la Meinau, Strasbourg                    |                                                   |
| 17:15 · Historique des rencontres |           |       |                      | Spectateurs : 47 950 Arbitrage : Romualdas Yushka | Spectateurs : 47 950 Arbitrage : Romualdas Yushka |
| 17:15 · Historique des rencontres | (Rapport) |       |                      | Spectateurs : 47 950 Arbitrage : Romualdas Yushka | Spectateurs : 47 950 Arbitrage : Romualdas Yushka |

| 17 juin 1984                      | Allemagne de l'Ouest | 2 – 1 | Roumanie  | Stade Félix-Bollaert, Lens                  |                                             |
| 17:15 · Historique des rencontres | Völler 25e, 66e      |       | Coras 46e | Spectateurs : 31 803 Arbitrage : Jan Keizer | Spectateurs : 31 803 Arbitrage : Jan Keizer |
| 17:15 · Historique des rencontres | (Rapport)            |       |           | Spectateurs : 31 803 Arbitrage : Jan Keizer | Spectateurs : 31 803 Arbitrage : Jan Keizer |

| 20 juin 1984                      | Espagne    | 1 – 0 | Allemagne de l'Ouest | Parc des Princes, Paris                           |                                                   |
| 20:30 · Historique des rencontres | Maceda 90e |       |                      | Spectateurs : 47 691 Arbitrage : Vojtěch Christov | Spectateurs : 47 691 Arbitrage : Vojtěch Christov |
| 20:30 · Historique des rencontres | (Rapport)  |       |                      | Spectateurs : 47 691 Arbitrage : Vojtěch Christov | Spectateurs : 47 691 Arbitrage : Vojtěch Christov |

## Effectif
Sélectionneur : Jupp Derwall
| No. | Pos.      | Joueur                | Date de naissance et âge | Sélec. | Club                     |
| --- | --------- | --------------------- | ------------------------ | ------ | ------------------------ |
| 1   | Gardien   | Harald Schumacher     | 6 mars 1954              |        | 1. FC Cologne            |
| 2   | Défenseur | Hans-Peter Briegel    | 11 octobre 1955          |        | 1. FC Kaiserslautern     |
| 3   | Défenseur | Gerhard Strack        | 1er septembre 1955       |        | 1. FC Cologne            |
| 4   | Défenseur | Karl-Heinz Förster    | 25 juillet 1958          |        | VfB Stuttgart            |
| 5   | Défenseur | Bernd Förster         | 3 mai 1956               |        | VfB Stuttgart            |
| 6   | Milieu    | Wolfgang Rolff        | 26 décembre 1959         |        | Hambourg SV              |
| 7   | Défenseur | Andreas Brehme        | 9 novembre 1960          |        | 1. FC Kaiserslautern     |
| 8   | Attaquant | Klaus Allofs          | 5 décembre 1956          |        | 1. FC Cologne            |
| 9   | Attaquant | Rudi Völler           | 13 avril 1960            |        | Werder Brême             |
| 10  | Milieu    | Norbert Meier         | 20 septembre 1958        |        | Werder Brême             |
| 11  | Attaquant | Karl-Heinz Rummenigge | 25 septembre 1955        |        | Bayern de Munich         |
| 12  | Gardien   | Dieter Burdenski      | 26 novembre 1950         |        | Werder Brême             |
| 13  | Milieu    | Lothar Matthäus       | 21 mars 1961             |        | Borussia Mönchengladbach |
| 14  | Milieu    | Ralf Falkenmayer      | 11 février 1963          |        | Eintracht Francfort      |
| 15  | Défenseur | Uli Stielike          | 15 novembre 1954         |        | Real de Madrid           |
| 16  | Milieu    | Hans-Günter Bruns     | 15 novembre 1954         |        | Borussia Mönchengladbach |
| 17  | Milieu    | Pierre Littbarski     | 16 avril 1960            |        | 1. FC Cologne            |
| 18  | Défenseur | Guido Buchwald        | 24 janvier 1961          |        | VfB Stuttgart            |
| 19  | Milieu    | Rudolf Bommer         | 19 août 1957             |        | Fortuna Düsseldorf       |
| 20  | Gardien   | Helmut Roleder        | 9 octobre 1953           |        | VfB Stuttgart            |

## Navigation